# هلی ایر سرویسز
هلی ایر سرویسز (به انگلیسی: Heli Air Services) یک شرکت هواپیمایی است که در تاریخ ۱۹۹۰ میلادی تأسیس شده است. دفتر مرکزی هلی ایر سرویسز در صوفیه، بلغارستان واقع شده‌است و قطب این شرکت هواپیمایی در فرودگاه صوفیه قرار دارد.